# Necropsy
Necropsy ist eine finnische Death-Metal-Band aus Lahti, die 1987 unter dem Namen Anxiety gegründet wurde, sich 1994 auflöste und seit 2008 wieder aktiv ist.

## Geschichte
Die Band wurde im Juni 1987 von den elfjährigen Jungs Janne Kosonen (E-Gitarre, Gesang) und Ville Raitio (Schlagzeug) unter dem Namen Anxiety gegründet. Im Jahr 1989 konnte man ein erstes, Mental Disturbance betiteltes, Demo vorlegen. Danach kam Aku Rytkölä als Sänger zur Besetzung, woraufhin sich Kosonen nur noch auf das Spielen der Gitarre konzentrierte. 1990 schloss sich das zweite Demo Curse an, dem noch im selben Jahr Indigestion folgte. Nach dem Demo Another World im Jahr 1991 verließ Aku Rytkölä die Besetzung, woraufhin Tero Kosonen dazustieß. Im selben Jahr erschienen außerdem eine Split-Veröffentlichung mit Demigod sowie die EP Never to Be Forgotten. Nach dem 1992er Demo Go All the Way of Flesh kam Taito Soramäki als neuer Schlagzeuger hinzu. 1993 folgte ein weiteres Demo, zudem wurde das Lied Anoiting of the Sick zum Sampler Monoheads beigetragen. Im Jahr 1994 entschied sich der Gitarrist Aatu Holma für seinen Ausstieg, der danach durch Tommi Tanskanen ersetzt wurde. Obwohl die Gruppe kurz vor einem Plattenvertrag stand, kam es noch im selben Jahr zur Auflösung.
Im Herbst 2008 belebten Janne und Tero Kosonen mit Aatu Holma die Band wieder. Das Schlagzeug übernahm nun Hannu Väänänen, während Ville Vartiainen den Bass spielte. Nach den ersten Proben und ein paar Auftritten in Finnland, erschien im Juli 2011 das Debütalbum Bloodwork. Im Oktober verließ Holma die Gruppe und Sami Heinonen kam als Ersatz dazu. Nachdem die Band einen Plattenvertrag bei Xtreem Music unterzeichnet hatte, erschien 2013 hierüber die EP Psychopath Next Door, der sich 2015 bei demselben Label das Album Buried in the Woods anschloss.

## Stil
Laut der Bandbiografie auf necropsy.fi wurde die Gründung durch Bands wie Slayer, Dark Angel und Death beeinflusst. Luxi Lahtinen von voicesfromthedarkside.de ordnete Bloodwork dem Death Metal zu. Dabei orientiere sich die Gruppe an der Old-School-Form des Genres, die sie auch schon früher gespielt habe, wobei sie brutal und simpel zu Werke gehe. Vor allem die Liedstrukturen seien einfach gehalten. Er fühlte sich dabei an Adramelech erinnert. Eckart Maronde von Metal.de ordnete Buried in the Woods ebenfalls dem klassischen Death Metal zu, wobei die E-Gitarren schleifen würden und der Sänger „sich so finster durch seine Texte [grummelt], als hätte er den Mund voll modernder Friedhofserde“. Die Gruppe vermische „abstoßend brutale, harsche, verzweifelte und mystische Klänge“ und erinnere durch diese „Symbiose aus Brutalität und kranken Melodien“ an Demigod.

## Diskografie
- 1989: Mental Disturbance (Demo, Eigenveröffentlichung)
- 1990: Curse (Demo, Eigenveröffentlichung)
- 1990: Indigestion (Demo, Eigenveröffentlichung)
- 1991: Promo '91 (Demo, Eigenveröffentlichung)
- 1991: Another World (Demo, Eigenveröffentlichung)
- 1992: Go All the Way of Flesh (Demo, Eigenveröffentlichung)
- 1992: Never to Be Forgotten (EP, Seraphic Decay Records)
- 1992: Unholy Domain / Necropsy (Split mit Demigod, Seraphic Decay Records)
- 1993: Promo 93 (Demo, Eigenveröffentlichung)
- 2011: Bloodwork (Album, Tritonus Records)
- 2013: Tomb of the Forgotten - The Complete Demo Recordings (Kompilation, Century Media)
- 2013: Psychopath Next Door (EP, Xtreem Music)
- 2015: Buried in the Woods (Album, Xtreem Music)